# Иван Толев
Иван Толев е български общественик, журналист, редактор, поет и преводач.

## Биография
Иван Толев е роден в Битоля, тогава в Османската империя, днес в Северна Македония. В 1893 година завършва с осмия випуск Солунската българска мъжка гимназия. Заминава за София, където завършва право във Висшето училище на 6 март 1898 година. В София става деец на Македонската организация. Събира народни умотворения.
Започва да публикува стихове в „Български преглед“ (1893 – 1900), „Учител“ (1893 – 1914), „Зора“ (1898 – 1900) и „Ученически другар“ (1898 – 1900), на което е и отговорен редактор. Списва списанието заедно с Евтим Спространов и то става едно от най-търсените младежки издания в България. В 1895 година издава първата си самостоятелна стихосбирка – „Китара“ (Варна, 1895).
Работи като преводач от руски език, като превежда за списания и отделни книги: „Изповедите на Песталоци" (Пловдив, 1897), „Автобиографията ми“ на Джон Стюарт Мил (Пловдив, 1898) и „Естетика“ на Робърт Прьолс (Пловдив, 1898). В 1898 година издава книгата „Систематичен курс на логиката за средните учебни заведения и ръководство за самообразование“.
След завършването си започва да работи като адвокат, но продължана да развива и литературна дейност. Занимава се и с политика – като редактира и пише във вестник „25 април“ (1899) – опозиционен на правителството на Димитър Греков вестник.
Избран е за народен представител в V велико народно събрание. Като секратар на парламентарната комисия, председателствана от Константин Поменов, участва в обсъжданията на проекта за нова конституция. Докладчик е на много членове от Конституцията. Публикува и свой „Проект за нова Конституция" (Пловдив, 1905 г.). Депутат е и в XV обикновено народно събрание.
Работи като съдия и прокурор в различни окръжни съдилища. Участва в издаването и редакцията на списание „Гражданин“ (1904), списание „България“ (1906).
В 1917 година се запознава с Петър Дънов и става дъновист. Започва да издава дъновисткото списание „Всемирна летопис“ (1919 – 1926), спряно след атаки от страна на църквата, както и на Иван Грозев и Стефан Консулов.
В 1922 година е един от държавните обвинители на Третия държавен съд против министрите от кабинетите на Иван Евстатиев Гешов и д-р Стоян Данев, за националните катастрофи (1922). Пише във вестник „Час“ (1922 – 1923) и „Гражданин“ (1935). Превежда „Сатанизмът в България – масонството като оръжие на сатанизма“ (1933). В 1942 година издава последната си стихосбирка – „През бездните и върховете“.